# André Kubiczek

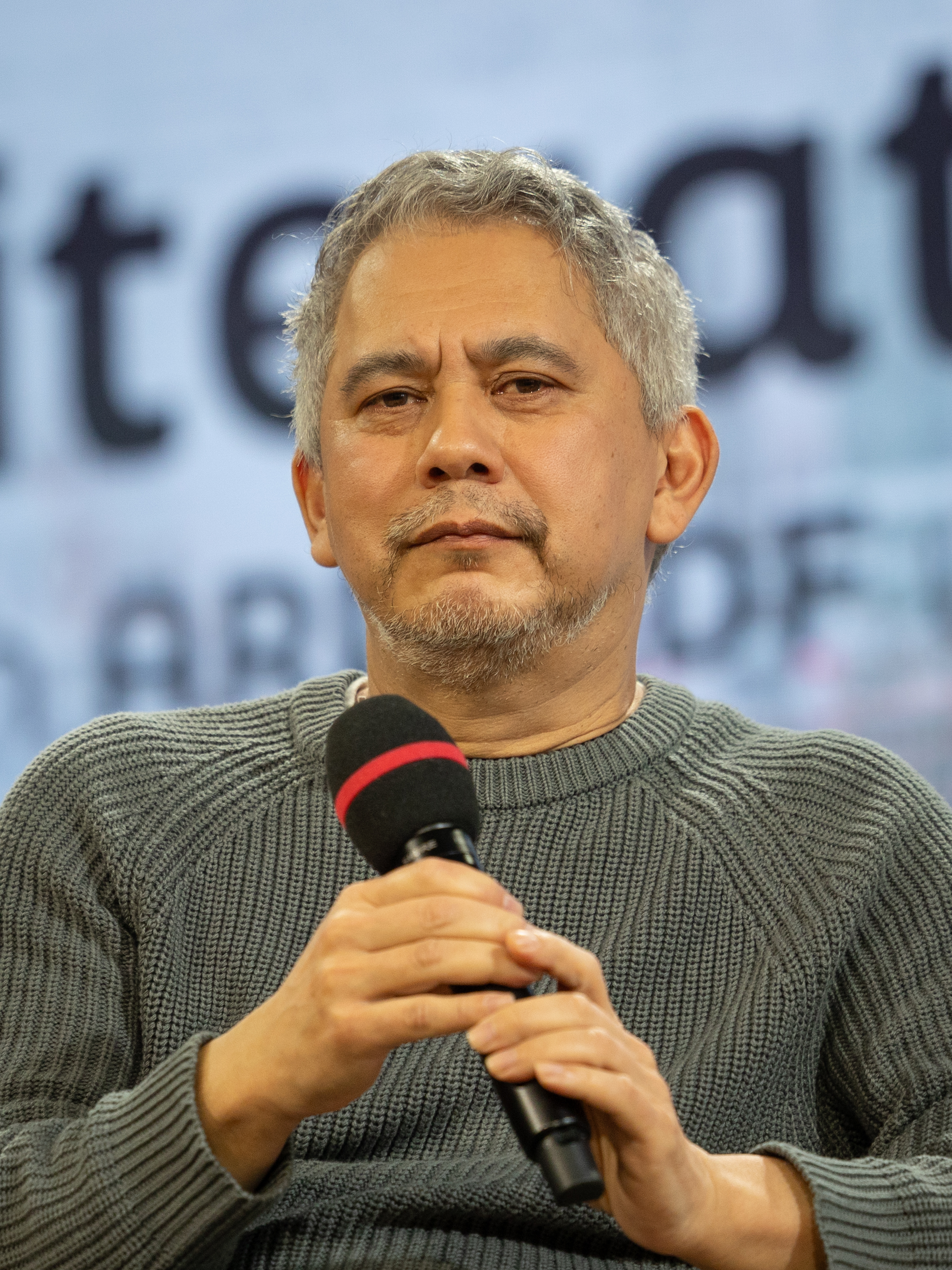
André Kubiczek auf der Frankfurter Buchmesse 2024

André Kubiczek (* 1969 in Potsdam) ist ein deutscher Schriftsteller.

## Leben
Kubiczek ist der ältere von zwei Söhnen des Staatswissenschaftlers Wolfgang Kubiczek. Seine Mutter Teo, Tochter des ehemaligen laotischen Außenministers Quinim Pholsena, hatte seinen Vater in Moskau kennengelernt, als beide dort studierten. Er studierte eine Zeit lang Germanistik in Leipzig und Bonn, brach sein Studium aber ab.
1997 erhielt Kubiczek das Arbeitsstipendium Brandenburg, 1998 das Alfred-Döblin-Stipendium der Akademie der Künste. Sein Debütroman Junge Talente erschien 2002. Das Thema des Romans ist die „literarische Verabschiedung von Kinder- und Jugendjahren in einer untergehenden Staatsordnung“, von Kritikern in eine Reihe mit den entsprechenden Debütwerken von Jakob Hein und Claudia Rusch gestellt. Alle drei Autoren seien „Kinder der letzten echten DDR-Generation“, die sich in ihren autobiographisch geprägten Werken von der „uneigentlichen Sprache“ einer „indoktrinierten Öffentlichkeit“ befreiten.
Für seinen zweiten Roman Die Guten und die Bösen war Kubiczek für den Marburger Literaturpreis 2005 nominiert worden, 2007 wurde er mit dem Candide-Preis ausgezeichnet. 2016 erhielt er ein Arbeitsstipendium des Berliner Senats. Im selben Jahr wurde Kubiczeks Roman Skizze eines Sommers veröffentlicht, der auf die Shortlist des Deutschen Buchpreises gelangte. Der Roman stellt einen 16-jährigen Jungen in den Mittelpunkt, der den Sommer allein mit Freunden in Potsdam des Jahres 1985 verbringt und sich das erste Mal verliebt.
Sein autobiografischer Roman Nostalgia stellt seine Kindheit Anfang der 1980er Jahre in den Mittelpunkt und wurde 2024 und 2025 vom MDR in 20 Folgen Lesezeit gelesen.
Kubiczek lebt in Berlin.

## Werke
- Junge Talente. Rowohlt, Berlin 2002, ISBN 3-87134-446-X. (Roman)
- Die Guten und die Bösen. Rowohlt, Berlin 2003, ISBN 3-87134-468-0. (Roman)
- Oben leuchten die Sterne. Rowohlt, Berlin 2006, ISBN 978-3-87134-527-2. (Roman)
- Kopf unter Wasser. Piper, München 2009, ISBN 978-3-492-04705-0. (Roman)
- Der Genosse, die Prinzessin und ihr lieber Herr Sohn. Piper, München 2012, ISBN 978-3-492-05234-4. (Autobiographischer Roman)
- Das fabelhafte Jahr der Anarchie. Rowohlt Verlag, Berlin 2014, ISBN 978-3-87134-774-0. (Roman, Online)
- Skizze eines Sommers, Roman. Rowohlt Berlin, Berlin 2016, ISBN 978-3-87134-811-2. (Roman)
- Komm in den totgesagten Park und schau, Roman. Rowohlt Berlin, Berlin 2018, ISBN 978-3-87134-179-3.
- Straße der Jugend, Roman. Rowohlt Berlin, Berlin 2020, ISBN 978-3-7371-0025-0.
- Der perfekte Kuss, Roman. Rowohlt Berlin, Berlin 2022, ISBN 978-3-7371-0120-2.
- Nostalgia, Roman. Rowohlt Berlin, Berlin 2024, ISBN 978-3-7371-0181-3.